# Misgolas villosus
Misgolas villosus là một loài nhện trong họ Idiopidae.
Loài này thuộc chi Misgolas. Misgolas villosus được William Joseph Rainbow miêu tả năm 1914.